# Coussey (tổng)
Tổng Coussey là một tổng của Pháp, tọa lạc tại tỉnh Vosges trong vùng Lorraine của Pháp.

## Phân chia hành chính
Tổng Coussey được chia thành 21 xã:
- Coussey
- Soulosse-sous-Saint-Élophe
- Frebécourt
- Maxey-sur-Meuse
- Moncel-sur-Vair
- Midrevaux
- Harmonville
- Domrémy-la-Pucelle
- Autigny-la-Tour
- Greux
- Punerot
- Ruppes
- Martigny-les-Gerbonvaux
- Autreville
- Sionne
- Chermisey
- Tranqueville-Graux
- Avranville
- Jubainville
- Clérey-la-Côte
- Seraumont

## Hành chính
| Ngày bầu                                  | Tên             | Đảngi | Chức vụ                              | Tư cách                |
| ----------------------------------------- | --------------- | ----- | ------------------------------------ | ---------------------- |
|                                           | Claude Philippe | UMP   | Chủ tịch ủy ban đường sá và hạn tầng | Thị trưởng Harmonville |
| Dữ liệu trước đây không còn được biết rõ. |                 |       |                                      |                        |